# Insidious (álbum de Nightrage)
Insidious es el quinto álbum de la banda de death metal Nightrage. El álbum fue lanzado el 26 de septiembre de 2011 en Europa y un día después en Norteamérica, a través de la discográfica alemana Lifeforce Records. La edición japonesa del álbum incluye un cover de la canción de Def Leppard "Photograph".
La canción Wrapped In Deceitful Dreams hace referencia a la letra de "Seas Of Eternal Silence" quien también refiere a la canción del disco Sweet Vengeance At The Ends Of The Earth la cual es también el nombre de un disco Exhumation (primera banda de Marios Iliopoulos).
Insidious es el primer disco de Nightrage en contar con la misma alineación del álbum previo, sin ningún cambio en sus integrantes. También cuenta con la participación de dos de sus primeros integrantes como invitados; Tomas Lindberg y Gus G.

## Lista de canciones[1]
| N.º | Título                           | Escritor(es)                | Duración |  |
| 1.  | «So Far Away (intro)»            | Iliopoulos/Baharidis        | 1:19     |  |
| 2.  | «Delirium Of The Fallen»         | Iliopoulos/Mörck/Hämäläinen | 4:14     |  |
| 3.  | «Insidious»                      | Iliopoulos/Hämäläinen       | 3:43     |  |
| 4.  | «Wrapped In Deceitful Dreams»    | Iliopoulos/Hämäläinen       | 3:52     |  |
| 5.  | «Hate Turns Black»               | Iliopoulos/Mörck/Hämäläinen | 4:31     |  |
| 6.  | «Sham Piety»                     | Iliopoulos/Mörck/Hämäläinen | 5:30     |  |
| 7.  | «Cloaked In Wolf Skin»           | Iliopoulos/Mörck/Hämäläinen | 3:22     |  |
| 8.  | «This World Is Coming To An End» | Iliopoulos/Hämäläinen       | 3:27     |  |
| 9.  | «Utmost End Of Pain»             | Iliopoulos/Mörck/Hämäläinen | 4:23     |  |
| 10. | «Poignant Memories»              | Iliopoulos/Mörck/Hämäläinen | 3:55     |  |
| 11. | «Hush Of Night»                  | Iliopoulos/Mörck/Hämäläinen | 3:38     |  |
| 12. | «Poisoned Pawn»                  | Iliopoulos/Mörck/Hämäläinen | 3:58     |  |
| 13. | «Solar Eclipse (Prelude)»        | John K.                     | 0:38     |  |
| 14. | «Solar Corona»                   | Iliopoulos/Baharidis        | 5:43     |  |
| 15. | «Emblem Of Light (outro)»        | John K.                     | 1:05     |  |

### Integrantes
- Antony Hämäläinen – voz
- Marios Iliopoulos – Guitarra
- Olof Mörck – Guitarra
- Anders Hammer – Bajo
- Johan Nunez – Batería

### Invitados
- Tomas Lindberg - voz en "Insidious", "Sham Piety" y "This World Is Coming To An End"
- Gus G. – solo de guitarra en ¡ "Wrapped In Deceitful Dreams" y "Solar Corona"
- Tom S. Englund - voz limpia en "Wrapped In Deceitful Dreams" y "Solar Corona"
- Apollo Papathanasio - voz limpia en "Delirium Of The Fallen", "This World Is Coming To An End" y "Photograph"
- Elias Holmlid - cuerdas y piano en "Delirium Of The Fallen"
- John K - Orquestación y teclado en "Solar Eclipse" y "Emblem Of Light"

### Producción
- Fredrik Nordström – mezclas, masterización en el Studio Fredman
- Henrik Udd – mezclas y edición en el Studio Fredman
- Ryan Butler - grabación e las voces en Arcane Digital Recordings
- Terry Nikas - grabación de las guitarras, bajo y batería en Zero Gravity Studios